# Vaccin anti-oreion

Vaccinul anti-oreion previne în condiții de siguranță oreionul. Atunci când se administrează unei majorități a populației, scad complicațiile la nivelul populației. Atunci când 90% din populație este vaccinată. se estimează o eficacitate în proporție de 85%. Pentru prevenția pe termen lung a acestei boli, sunt necesare două doze. Doza inițială este recomandată între vârstele de 12 și 18 luni. Cea de-a doua doza este administrată de obicei între vârstele de doi ani și șase de ani. Utilizarea acestuia după expunerea, la persoanele care nu sunt deja imune, poate fi utilă.

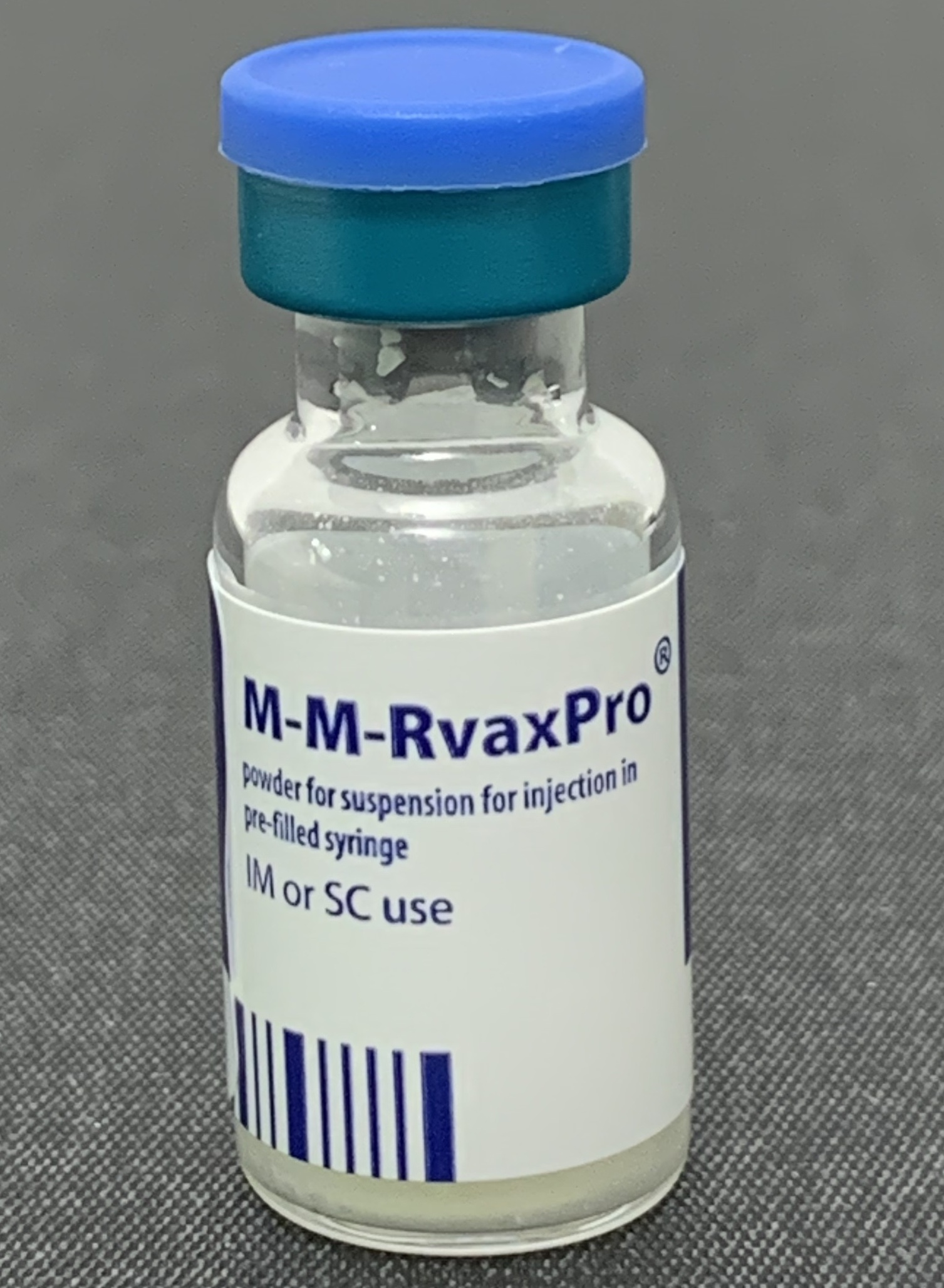

Vaccinul anti-oreion este foarte sigur, iar efectele secundare sunt în general ușoare. Poate cauza o durere ușoară și o umflătură la zona injecției, dar și o ușoară febră. Efecte secundare mai severe sunt rare. Există puține dovezi ce ar lega acest vaccin de complicații precum cele neurologice. Vaccinul nu trebuie administrat  persoanelor gravide sau celor ce au imunosupresie gravă. S-au înregistrat rezultate slabe la copiii a căror mame au fost vaccinate în timpul sarcinii; însă nu au fost documentare rezultate grave în acest caz. Deși vaccinul este dezvoltat în celule de găină, se poate administra și persoanelor care prezintă alergie la ouă.
Cea mai mare parte a țărilor dezvoltate și multe țări în curs de dezvoltare îl includ deseori în programele de imunizare în combinație cu vaccinurile  anti-rujeolă și anti-rubeolă cunoscut sub numele de ROR/MMR. De asemenea, o formulă a celor trei specificate mai sus este disponibilă, la care se adaugă vaccinul anti-varicelă, cunoscut ca și RORV/MMRV⁠(d). Începând cu anul 2015, 110 țări au administrat vaccinul în acest mod. În zonele unde a fost efectuată vaccinarea la scară largă a rezultat o scădere de 90% a cazurilor de boală. Aproape jumătate de miliard de doze au fost administrate dintr-o singură varietate a vaccinului.
Un vaccin anti-oreion a fost autorizat prima dată în anul 1948, însă acesta a fost eficient doar pe termen scurt. Vaccinurile îmbunătățite au fost comercializate în anii 1960. În timp ce primul vaccin folosea un virus inactiv următoarele variante au folosit un virus viu, slăbit în prealabil. Acesta se află pe Lista medicamentelor esențiale a Organizației Mondiale a Sănătății, ce prezintă cea mai importantă medicație necesară într-un sistem de sănătate de bază. Începând din anul 2007 mai multe tipuri de vaccin au intrat în uz.

## Tipuri
În timp ce vaccinul inițial din anii 1940 se baza pe virus inactivat, preparatele ulterioare începând din anii 1960 constau din virus viu slăbit. Vaccinul pentru oreion se află pe Lista medicamentelor esențiale ale Organizației Mondiale a Sănătății. Există mai multe tipuri în uz începând cu anul 2007.
Mumpsvax este marca de vaccinuri Jeryl Lynn a companiei Merck. Este un component al vaccinului MMR trivalent al companiei Merck și este standardul de vaccinare împotriva oreionului în Statele Unite. Mumpsvax este administrat prin injectare subcutanată a virusului viu reconstituit din vaccin liofilizat. Producția de Mumpsvax ca produs independent a încetat în 2009.
Cultura celulelor, stocurile de virusuri folosite și fluidele animale sunt toate verificate pentru a detecta materiale străine ca parte a producției de vaccinuri. Ele sunt crescute în Mediu 199 (o soluție care conține sare tamponată, vitamine, aminoacizi, ser fetal bovin) cu SPGA (sucroză, fosfat, glutamat, albumină serică umană) și neomicină. Procesarea albuminei umane utilizează metoda de fracționare etanol-cold Cohn.